# 薩迦拉魯拉魯
薩迦拉魯拉魯（排灣族：Sakaljaljuljalju/Saqaluqalu/Kalui），是台灣排灣族舊高燕部落（Padain，位於今屏東縣瑪家鄉）神話中的祖神之一，負責創建部落並守護嬰兒。

## 簡述
撒奇努奇努是七位祖神中的一員、兄弟姊妹中的三女兼老六，舊高燕部落的人將其和次女拉魯姆幹（Ljaljumgan）、長子撒奇努奇努（Sakinukinu）一同視為創建部落的神祇，而她同時也是嬰兒的守護神。

## 傳說
據說薩迦拉魯拉魯的家址叫Lalakayan，位於射鹿部落（Caljisi，位於今屏東縣瑪家鄉）裡，可是她在之後又遷居他處，僅留家屋在原地。